# Boubou Macoutes
Pour les articles homonymes, voir Boubou.
Ne doit pas être confondu avec Tonton Macoute.
Les Boubou Macoutes était le surnom donné à des inspecteurs spécialement mandatés par le second gouvernement québécois de Robert Bourassa, pendant les années 1980, pour enquêter sur les cas de fraude parmi les prestataires de l'aide sociale.
L'expression tire son origine des Tontons Macoutes, la police secrète haïtienne aux ordres de François Duvalier et de son fils Jean-Claude, et du surnom Boubou donné familièrement à Robert Bourassa.
Cette expression réapparait dans les années 2010, dans le même contexte.

## Dans la culture populaire
On trouve au moins deux numéros d'humour sur les Boubou Macoutes :
- Bye Bye 1986 : un couple de riches reçoit frauduleusement des chèques de l'aide sociale et utilise des décors et déguisements élaborés pour faire croire aux Boubou-Macoutes qu'ils sont réellement pauvres[2].
- RBO, B.S. Mutant Ninja Coquerelles : une mère monoparentale pauvre reçoit la visite d'un Boubou-Macoute, du nouveau propriétaire du bloc voulant l'expulser, ainsi que d'un exterminateur. Le Boubou-Macoute déclare « c'est pas parce que vous êtes pauvre que vous avez le droit d'être heureuse ! ».

Aussi, le magazine CROC mentionne au moins 24 fois les Boubou Macoutes dans ses pages, dont au moins une fois par année de 1986 à 1994, mais surtout les premières années.